# Fendlerella utahensis
Fendlerella utahensis là một loài thực vật có hoa trong họ Tú cầu. Loài này được (S.Watson) A.Heller mô tả khoa học đầu tiên năm 1898.

## Hình ảnh

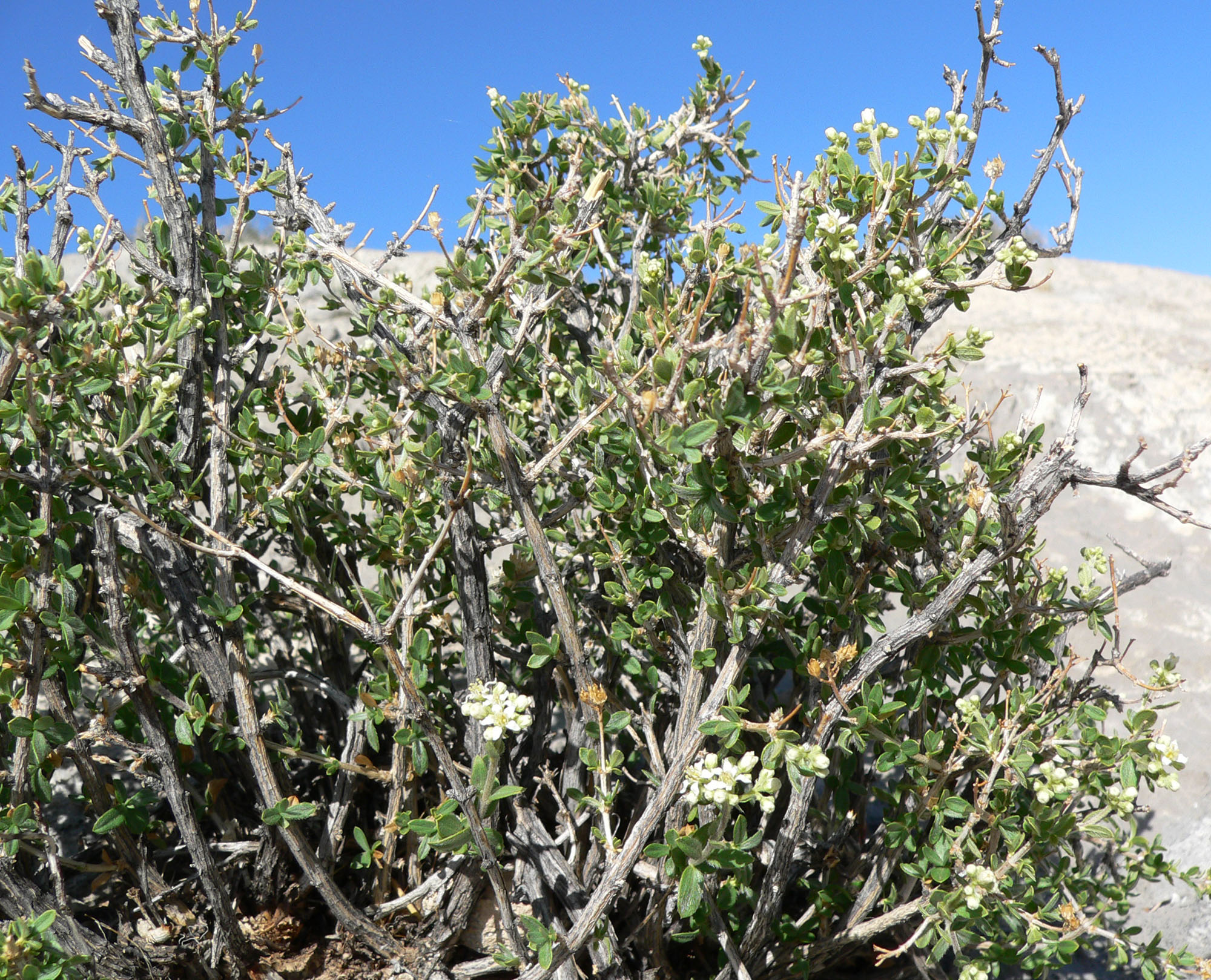
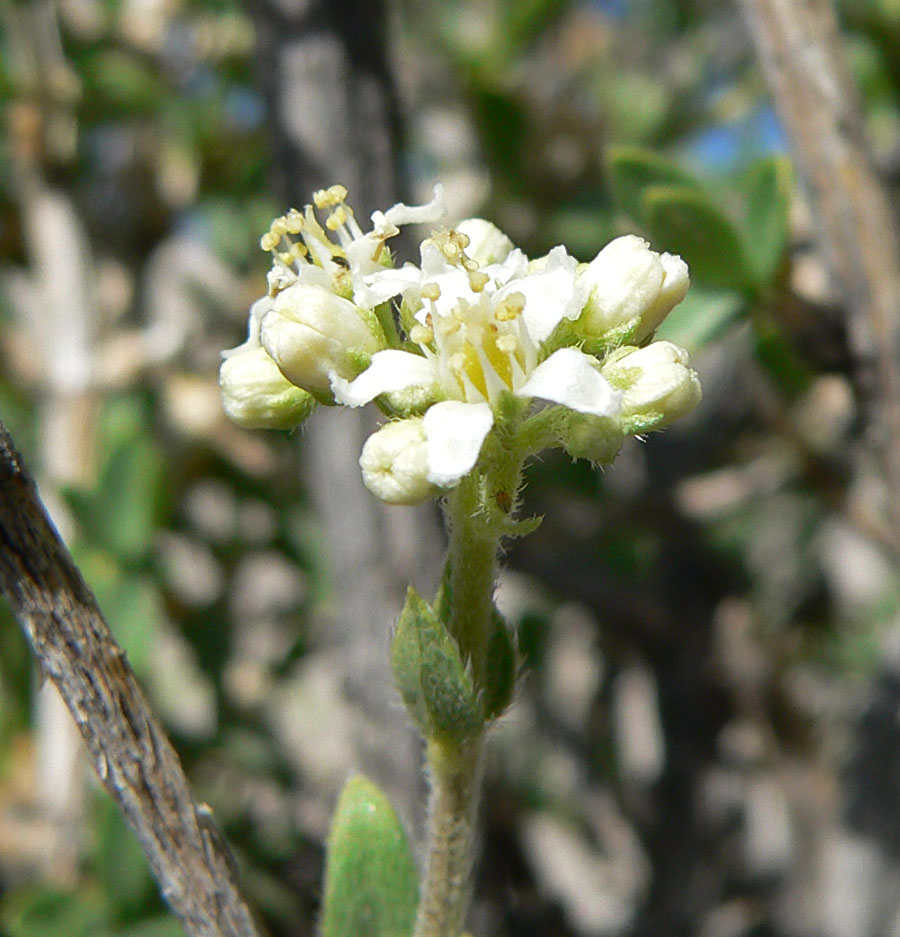
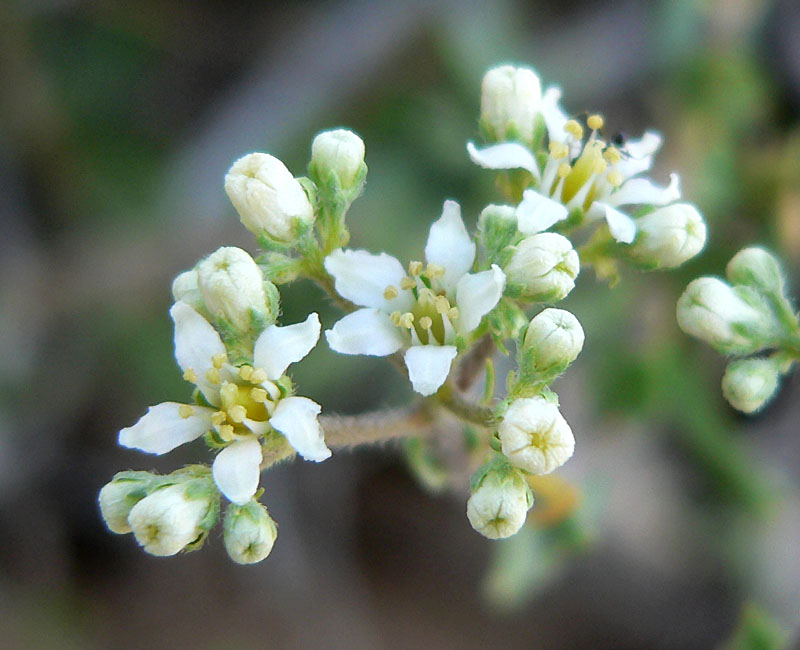
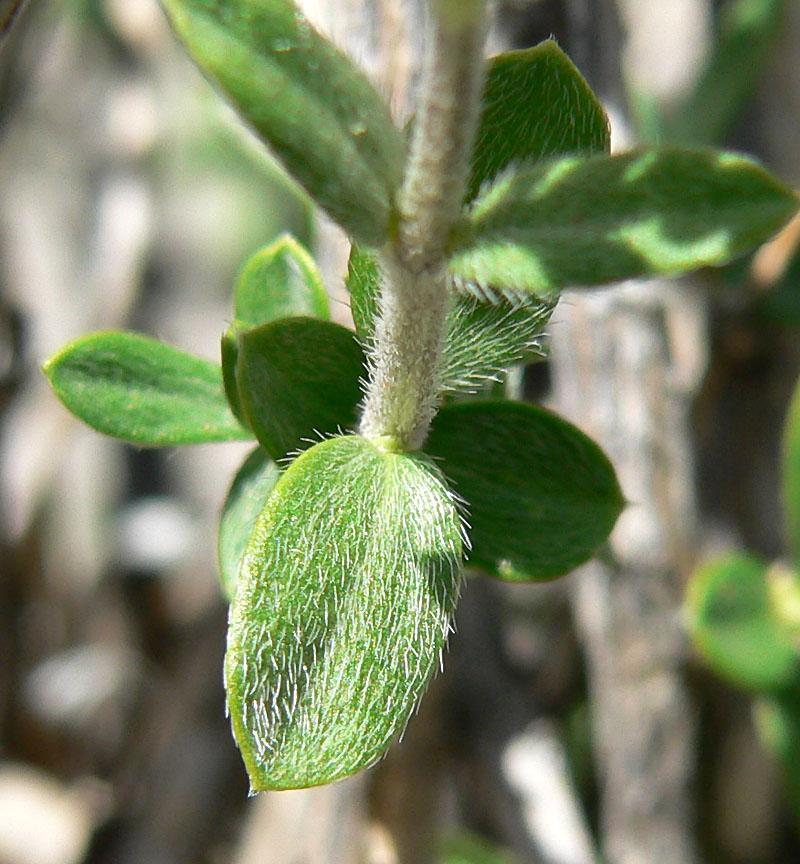